# 25-я отдельная бригада охраны общественного порядка (Украина)
25-я отде́льная брига́да охра́ны обще́ственного поря́дка (укр. 25-та окрема бригада охорони громадського порядку) — подразделение в составе Северного оперативно-территориального объединения Национальной гвардии Украины. Располагается в Киеве.

## История
В 1966 году в соответствии с решением правительства СССР в Киеве началось формирование 1-го специального моторизированного полка милиции (в/ч 5403). 30 сентября считается днём основания военной части.
Приказом командующего НГУ от 2 января 1992 года на базе 1-го смпм Внутренних войск МВД СССР сформирован 2-й полк НГУ (в/ч 4102), вошёл в состав 1-й Киевской дивизии.
В 1995 году согласно Указу Президента Украины от 20 января и приказа командующего НГУ от 26 января 2-й полк Национальной гвардии подчинено Внутренним войскам где его переименовали в 10-й специальный моторизованный полк (в/ч 3030), а с 2004 года — 25-я отдельная бригада Внутренних войск МВД Украины.
В 2014 году бригада вошла в состав недавно созданной Национальной гвардии Украины.

## Структура
- 1-й патрульный батальон
- 2-й патрульный батальон
- 3-й патрульный батальон
- 4-й патрульный батальон
- 5-й патрульный батальон
- рота боевого та материального обеспечения
- патрульная рота на автомобилях
- отделение роботизированных комплексов разведки

## Командование
- полковник Владимир Шелефост
- полковник Данько Виталий Викторович (с 2018 по 12.2023)
- полковник Цимбал (01.2024)

## Среди отмеченных
- капитан Сергей Добровольский